# Hawarden Airport

i7
i11
i13
Der Chester Hawarden Airport (walisisch Maes Awyr Penarlâg, IATA-Code: CEG, ICAO-Code: EGNR) ist ein kleiner Verkehrsflughafen im Nordosten von Wales in der Grafschaft Flintshire nördlich des Ortes Broughton und wenige Kilometer südwestlich des englischen Chester. Der Flughafen wird augenblicklich nicht mehr durch Fluggesellschaften im Linienverkehr bedient. Er dient insbesondere als Werksflugplatz der am Flugplatz ansässigen Firma Airbus.

## Geschichte

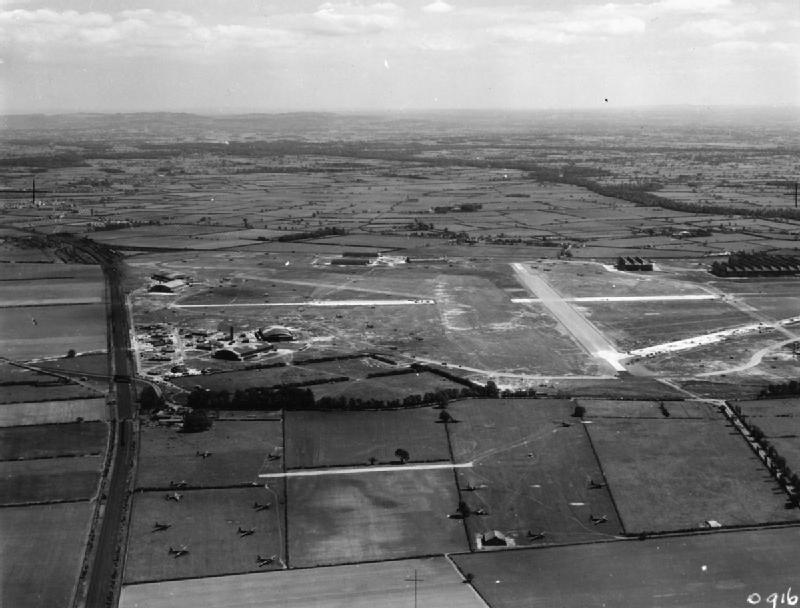
RAF Hawarden während des Krieges

### RAF Hawarden
Zu Beginn des Zweiten Weltkrieges entstand bei Broughton eine Flugzeugfabrik mit einem angeschlossenen Werksflugplatz der Royal Air Force für die Firma Vickers-Armstrongs. In ihr entstanden während des Krieges 5.540 Vickers Wellington und 235 Avro Lancaster.
Daneben beheimatete die Royal Air Force Station Hawarden (kurz RAF Hawarden) zwischen September 1939 und 1957 die 48. Maintenance Unit, die in der Zeit ihres Bestehens tausende Militärflugzeuge gelagert, gewartet und verschrottet hat.
Die Flugzeugfabrik wurde 1948 von der de Havilland Aircraft Company übernommen, die hier bis 1960 eine ganze Reihe verschiedener Flugzeugtypen produzierte.

### Hawarden Airfield
RAF Hawarden wurde 1959 geschlossen und der Betrieb des Flugplatzes wurde zivil weitergeführt.
In den 1960er Jahren ging das Unternehmen de Havilland in Hawker Siddeley (HS) auf und wurde für Jahrzehnte Fertigungsstätte der HS125. Das Programm wurde später inklusive des Markennamens Hawker in die USA an die Firma Raytheon verkauft, wobei ein Teil der Produktion noch Jahre in Broughton verblieb.
Anfang der 1970er ging HS in der British Aerospace auf, die die Fabrik in Chester, so der damals gebräuchliche Name, zu einer Fertigungsstätte für Airbuskomponenten ausbaute. Mit Gründung der integrierten Airbusgesellschaft im Jahr 2000 wurde die Flugzeugfabrik zum Airbuswerk Broughton. 